# Raitenberg (Velden)
Raitenberg ist ein  Gemeindeteil der Stadt Velden im Landkreis Nürnberger Land (Mittelfranken, Bayern). Raitenberg liegt in der Gemarkung Treuf.

## Geografie
Das Dorf liegt im nordwestlichen Bereich der Hersbrucker Alb. Es liegt etwa drei Kilometer westsüdwestlich des Ortszentrums von Velden auf einer Höhe von 448 m ü. NHN. Die aus dem Ostsüdosten von Rupprechtstegen kommende Kreisstraße LAU 11 durchquert den Ort und führt in westnordwestlicher Richtung weiter nach Wallsdorf. Durch den Ort verläuft der Fränkische Marienweg.

## Geschichte
Bis zum Beginn des 19. Jahrhunderts unterstand Raitenberg der Landeshoheit der Reichsstadt Nürnberg. Die Dorf- und Gemeindeherrschaft übte dabei das Pflegamt Velden in seiner Funktion als Vogteiamt aus. Auch die Hochgerichtsbarkeit über den Ort wurde von diesem Amt wahrgenommen, dies in seiner Rolle als Fraischamt. Raitenberg wurde 1806 bayerisch, nachdem die Reichsstadt Nürnberg unter Bruch der Reichsverfassung vom Königreich Bayern annektiert worden war. Damit wurde das Dorf Bestandteil der bei der „napoleonischen Flurbereinigung“ in Besitz genommenen neubayerischen Gebiete, was erst im Juli 1806 mit der Rheinbundakte nachträglich legalisiert wurde.
Durch die Verwaltungsreformen zu Beginn des 19. Jahrhunderts im Königreich Bayern wurde Raitenberg mit dem Zweiten Gemeindeedikt im Jahr 1818 ein Bestandteil der Ruralgemeinde Treuf. Im Zuge der kommunalen Gebietsreform in Bayern wurde die Gemeinde Treuf am 1. Januar 1972 aufgeteilt und Raitenberg nach Velden eingemeindet. Im Jahr 2018 hatte Raitenberg 135 Einwohner.

## Sehenswürdigkeit und Natur
In der Ortsmitte von Raitenberg befindet sich ein aus dem 18. Jahrhundert stammendes ehemaliges Wohnstallhaus, das in der bayerischen Denkmalliste mit der Nummer D-5-74-160-132 gelistet wird. In der Nähe von Raitenberg liegen die beiden als Bodendenkmäler ausgewiesenen Höhlen Andreaskirche und Appenloch.